# Burg Bergham (Haarbach)
Die abgegangene Burg Bergham liegt 290 Meter südöstlich der Filialkirche St. Stephan des Ortes Bergham, eines Gemeindeteils der niederbayerischen Gemeinde Haarbach im Landkreis Passau von Bayern. 
Die Höhenburganalage wird als Bodendenkmal unter der Aktennummer D-2-7445-0024 im Bayernatlas als „Burgstall des Mittelalters (‚Rotenbergham‘)“ geführt.

## Beschreibung
Die Burgstelle befindet sich in 456 m ü. NHN Höhe an einer steil zu einem Nebenbach der Wolfach abfallenden Hangkante. Sie wird nur im Süden durch den Steilhang natürlich gegen eine Annäherung geschützt, die Nordseite musste durch Gräben gesichert werden. 
Die zweiteilige Burganlage wird im Norden, wo das Vorgelände nur sanft abfällt, und an der Nordostseite sogar leicht ansteigt, durch einen breiten, U-förmigen Graben geschützt. Rund 30 Meter südlich dieses Grabens trennt ein zweiter, halbmondförmiger Graben den Hügel der Kernburg von der Vorburg. Im Bereich der Kernburg ist an durch moderne Bebauung abgegrabenen Stellen mächtiges Ziegelmauerwerk sichtbar.
Die Burgstelle ist heute teilweise durch moderne Gebäude überbaut und dadurch stark gestört.